# 鸡冠山镇
鸡冠山镇，是中华人民共和国辽宁省丹东市凤城市下辖的一个乡镇级行政单位。

## 名称由来
鸡冠山镇地形如公鸡，且镇内有一山形如鸡冠，由此而得名鸡冠山，据《凤城县志·地理志》鸡冠山“形类鸡冠故名”。

## 政区沿革
1919年7月设区、村，始以鸡冠山为村名，隶属中路一区管辖。
1938年实行街、村、屯制，设鸡冠山村（乡镇级建制），辖庙河南、四台、郞家、小河沿、薛礼站、丁家房、白菜地、秋木庄、火茸沟、袁家沟、沙子岗、鸡冠山12个屯。
1945年10月中共设立鸡冠山区，辖庙河南、四台、郞家、小河沿、薛礼站、秋木庄、火茸沟、袁家沟、沙子岗、鸡冠山10个村。
1946年10月国民革命军设鸡冠山镇，辖鸡冠山、庙河南、沙子岗、四台子、小河沿、邵家、薛礼站、白菜地、袁家、丁家房、秋木庄、火茸沟12个保。
1947年6月凤城解放，中共恢复鸡冠山区。
1949年4月原北汤区白菜地、丁家房2个村划归鸡冠山区，鸡冠山区辖河北、西沟、四台子、袁家沟、四门子、庙河南、沙子岗、大地、火茸沟、秋木庄、薛礼站、新兴、鸡冠山、丁家房、白菜地15个村，驻地鸡冠山。1950年10月取消鸡冠山区名，设为第六区，辖15个村。1951年2月改设为第四区，辖23个村。
1956年2月并区设鸡冠山区，辖秋木庄、薛礼站、新志、四台子、暖河、四合、北汤7个小乡，19个村。同年8月设鸡冠山镇，为县直属镇。
1958年3月撤销鸡冠山区分设鸡冠山、暖河2个乡，鸡冠山乡辖原薛礼站、四台子、新志3个小乡。同年6月撤销暖河乡划归鸡冠山乡。同年9月撤销鸡冠山乡组建鸡冠山人民公社，辖新开、暖河、沙子岗、大阳沟、鸡冠山、大地、陡岗、薛礼、丁家房、白菜地、茨林子、四台子、三台子、袁家沟、大甸子15个大队。
1983年9月撤销鸡冠山人民公社设鸡冠山乡。1984年5月撤销鸡冠山乡设立鸡冠山满族乡。同年9月撤销鸡冠山满族乡改设鸡冠山满族镇。
1985年5月凤城满族自治县成立，满族乡、镇不冠满族改称鸡冠山镇，实行镇管村体制。

## 自然地理
鸡冠山镇位于凤城市西北部，东与草河街道、凤山街道接壤，南邻凤凰城街道、宝山镇，西与岫岩满族自治县大营子镇、朝阳乡、汤沟乡相连，北与青城子镇、刘家河镇毗连。
鸡冠山镇地处丘陵地带，地势西高东低。粮食作物主要以玉米、大豆为主。年均气温7.7℃，年均无霜期156天，年均日照时数3900小时，年均降水量860-1230mm。风灾水灾为主要自然灾害。
境内山峰有帽盔山、影背山，帽盔山海拔1141.5m，为凤城市辖境内第二高峰，是与岫岩满族自治县汤沟乡界山。主要河流有金家河、草河、暖河、二道河。

## 人口面积
总人口25282人，全镇东西最大距离62.5km，南北最大距离25km。全镇总面积438平方公里。

## 名胜古迹
鸡冠山镇镇区内拥有大面积日本建筑群，且保存完好。
现存历史遗址包括小家崖日伪火车站旧址（大地村洞沟村民组东南角）、日军守备队旧址（鸡冠山村三道桥村民组145号）、日伪火车站旧址（中铁社区前街中部）、李鸿杰烈士墓（鸡冠山村三道桥子东600米大阳子东侧山坡上）、苇子狗门烈士墓（沙子岗村苇子沟门村民组东北600米大阳子东侧山坡上）、望马山战壕（四台子村东高家堡子东300米望马山主峰和南侧山峰）、四台子日伪火车站旧址（四台子村四台子村民组北部）、袁家沟日伪火车站旧址（袁家沟村岭下村民组西南500米）、鸡冠山镇日式建筑群（中铁社区）、鸡冠山日本机关区旧址（中铁社区东街）、刘澜波故居（鸡冠山镇茨林子村）。

## 行政区划
鸡冠山镇下辖以下地区：
中铁社区、钢厂社区、大地村、鸡冠山村、大阳沟村、袁家沟村、四台子村、宝石山村、茨林子村、白菜地村、薛礼村、陡岗子村、沙子岗村、暖河村和新开村。